# 恭城河
恭城河，又称茶江，流经中国广西壮族自治区北部和湖南省南部，是桂江左岸支流，源流称古木源河，发源于广西恭城瑶族自治县三江乡黄坪村古木源北卡山主峰北侧，向北流入湖南省江永县境内后又称源口河，经江永县源口水库和源口瑶族乡，于桃川镇左纳桃川河后改称龙虎河，转西流，经江永县粗石江镇后复入广西恭城县境，西经恭城县龙虎乡，于栗木镇廖家村以西右纳栗木河后始称“恭城河”，并转南流，经恭城县嘉会乡和县城恭城镇后进入平乐县境，转西流，至平乐县沙子镇义和村转西南流，至县城平乐镇汇入桂江。河长174千米（湖南境内73千米），平均比降1.49‰，流域面积4282平方千米。